# Assumpta Escarp Gibert
Assumpta Escarp Gibert (Terrassa, 1957) és una política catalana. Va ser diputada al Parlament de Catalunya entre 2015 i 2023, sent també vicepresidenta segona del Parlament de Catalunya en la seva darrera legislatura.

## Biografia
Assumpta Escarp va estudiar Dret a la Universitat de Barcelona i inicialment milità al PSUC. Va obtenir un màster en gestió pública a ESADE. El 1985 va començar a treballar a un centre d'investigació de l'Hospital del Mar. Des d'aleshores ingressà al PSC i es vinculà a l'Ajuntament de Barcelona.
Després de participar en la creació de la Universitat Pompeu Fabra, el 1991 treballà a gerència dels serveis centrals de l'Ajuntament de Barcelona, i el 1995 fou cap del gabinet de l'aleshores primer tinent d'alcalde, Joan Clos. Quan Clos fou elegit alcalde esdevindrà cap del gabinet d'alcaldia. Serà elegida regidora a les eleccions municipals de 2003, 2007 i 2011. Durant aquests anys ha estat regidora de Participació Ciutadana, Solidaritat i Cooperació (2003-2006), d'Urbanisme (2006-2007), regidora cap del districte de l'Eixample (2006-2010), regidora de prevenció, seguretat i mobilitat (2007-2010), presidenta de Transports Metropolitans de Barcelona, tercera tinent d'alcalde (2010-2011) i vicepresidenta de Medi Ambient de l'Àrea Metropolitana de Barcelona (2011-2015).
Fou elegida diputada al Parlament de Catalunya a les eleccions de 2015, 2017 i 2021. En aquesta darrera legislatura, va ser la candidata a la presidència del Parlament del seu partit i va arreplegar el suport dels Comuns i el Partit Popular, enfront de la candidata de Junts, Anna Erra, que comptava amb el suport de la majoria de la cambra gràcies als vots d'ERC i la CUP. Així doncs, no va poder obtenir suficient suport dels altres partits i va ser elegida vicepresidenta segona.
No es presentà en les eleccions anticipades del 2024, deixant de facto la primera línia de la política catalana.